# Battaglia di El Guettar
La battaglia di El Guettar è una battaglia della seconda guerra mondiale combattuta durante la campagna di Tunisia. I combattimenti iniziarono il 17 marzo 1943 con l'offensiva del II corpo d'armata americano che, al comando del generale George Patton cercò di sfondare in direzione della costa tunisina, ma gli attacchi a Maknassy furono ripetutamente respinti dalle deboli ma combattive unità italo-tedesche.
Dopo un successo difensivo americano a El Guettar il 24 marzo, gli attacchi statunitensi ripresero ma si conclusero con un fallimento sia a El Guettar che a Fondouk e gli italo-tedeschi mantennero le posizioni coprendo le spalle all'armata del generale Giovanni Messe che era impegnata contro le forze britanniche del generale Bernard Montgomery.
Gli Italo Tedeschi contrattaccarono nonostante l'inferiorità numerica e vinsero di netto.

## La battaglia
Il fatto bellico vide impegnati nel sud della Tunisia la 10. Panzer-Division, i reparti tedeschi del colonnello Rudolf Lang e  la 131ª Divisione corazzata "Centauro" del generale Carlo Calvi di Bergolo contro il II corpo d'armata statunitense al comando del generale George Patton. Le scarse truppe della Centauro (6 000 uomini, 48 cannoni di piccolo calibro, 2 semoventi da 75/18, 18 carri armati M14/41, una dozzina di cannoni anticarro da 47/32 e una decina di autoblindo), distribuite su un fronte di 70 km, resistettero per 12 giorni ai continui attacchi degli oltre 80 000 uomini americani, prima di essere sostituite in linea dalla 21ª Panzerdivision tedesca.
Benché le forze americane facessero largo uso di equipaggiamenti moderni e più potenti di quelli italiani, i soldati del II Corpo USA erano giovani ed inesperti, mentre le truppe italiane avevano già due anni e più di esperienza di guerra in Africa. La battaglia iniziò il 23 marzo 1943 con un attacco americano respinto dalle difese italiane. In questa zona veniva schierata da parte statunitense soprattutto fanteria, essendo il grosso delle forze corazzate impegnato più a nord, nella gola di Maknassy, secondo il piano elaborato dal sostituto di Lloyd Fredendall, il famoso generale George S. Patton (soprannominato "il generale d'acciaio"). A questa azione seguì il contrattacco di parte della 10. Panzerdivision tedesca, rinforzata da 19 carri Tiger I, nuovo e pesantissimo mezzo armato con l'ormai leggendario e temutissimo cannone da 88 mm L56, in grado di perforare la corazza di tutti i carri allora in uso tra le forze alleate, raggruppati nel Schwere Panzerabteilung 501.
L'attacco però si arenò per l'intenso fuoco di artiglieria che pioveva sui tedeschi dalle colline che costeggiavano la strada percorsa dai panzer, che così si trovavano bersagliati da tre lati: fronte, fianco destro e fianco sinistro. Galvanizzati da questo successo difensivo, gli americani tornarono all'attacco, ma vennero duramente respinti, cosa che spinse Patton a distaccare una parte dei carri armati da Maknassy per concentrare forze in vista di una penetrazione ad El Guettar, ma anche questo attacco rinforzato non andò a buon fine per il fitto campo minato che gli italo-tedeschi avevano disposto all'imboccatura del passo, campo minato responsabile di molte perdite tra i corazzati americani.

## Conseguenze
In sostanza, dunque, la battaglia di El Guettar fu un sostanziale pareggio tattico, ma strategicamente a vincere furono le forze dell'Asse, che riuscirono ad impedire agli americani di sfondare la loro linea e respingerli più a nord fino a ricacciarli in mare. Ciò nonostante fu un successo effimero: il 28 marzo, infatti, l'8ª Armata del generale Bernard Montgomery, proveniente da sud, sfondò le fortificazioni italo-tedesche che aveva di fronte (la Linea del Mareth) e si ricongiunse con gli americani, ripartendo subito all'attacco e costringendo gli italo-tedeschi in una piccola testa di ponte nel nord della Tunisia, che sarebbe caduta definitivamente il 13 maggio 1943.